# Tüpraş
Türkiye Petrol Rafinerileri A.Ş. ist ein türkisches Unternehmen, welches Ölraffinerien betreibt. Das Unternehmen ist Teil des Börsenindex ISE 100 der Borsa Istanbul. Hauptanteilseigner des ehemaligen  Staatsunternehmens ist die Koç Holding.
Tüpraş betreibt vier Ölraffinerien, von denen drei importiertes Rohöl verarbeiten. Die Raffinerie Izmit in Izmit im Nordwesten der Türkei und die Raffinerie Izmir in Aliaga an der Ägäis verarbeiten jährlich Rohöl, das per Tankwagen von den Weltmärkten geliefert wird, während die Raffinerie Kirikkale in Kırıkkale in der Mitteltürkei Rohöl verarbeitet, welches an das türkische Ölzentrum Ceyhan im Mittelmeerraum geliefert und über eine Pipeline zur Raffinerie transportiert wird. 

## Geschichte
Die Ursprünge des Unternehmens gehen zurück auf İPRAŞ (İstanbul Petrol Rafinerisi A.Ş.), das von der amerikanischen Caltex Company (heute Teil von Chevron) gegründet wurde. 1983 wurden İPRAŞ und drei weitere öffentliche Raffinerien unter dem Dach von Tüpraş verstaatlicht. Eine Teilprivatisierung begann 1991, als im Rahmen eines Börsengangs 2,5 % der Aktien an die Öffentlichkeit verkauft wurden. Bis 2005 wurde diese Quote durch eine Reihe von Sekundäremissionen auf 49 % erhöht. Im Jahr 2005 zahlte ein Konsortium aus Koç Holding und Royal Dutch Shell über 4 Milliarden Dollar, um die verbleibenden 51 % der Anteile zu erwerben.